# Intelectine 1
l'intelectine 1 (ou omentine) est une lectine de type adiponectine dont le gène est ITLN situé sur le chromosome 1 humain.

## Rôles
Il s'agit d'une protéine de 313 acides aminés, essentiellement exprimé au niveau du tissu adipeux viscéral, essentiellement par les cellules vasculaires. Il augmente la phosphorylation de l'akt, stimulant la fonction endothéliale et diminue l'apoptose de ces cellules et l'inflammation provoquée par le TNF. En cas de blessure vasculaire, il inhibe la prolifération des cellules musculaires lisses. Il réduit la formation de l'athérome en diminuant la réponse inflammatoire.

## En médecine
Son expression est diminuée en cas d'obésité. Son taux sanguin est également diminué en cas de maladie coronarienne, d'artériopathie oblitérante des membres inférieurs ou d'athérome carotidien. 